# 紅湖縣
紅湖縣（英語：Red Lake County）是美國明尼蘇達州西北部的一個縣。面積1,120平方公里。根據美國2000年人口普查，共有人口4,299人。縣治雷德萊克福爾斯 (Red Lake Falls)。
成立於1896年12月24日，縣名來自紅湖和紅湖河。